# Condado de Hays
El condado de Hays es uno de los 254 condados del estado estadounidense de Texas. La sede del condado es San Marcos, al igual que su mayor ciudad. El condado tiene un área de 1761 km² (de los cuales 5 km² están cubiertos por agua) y una población de 97 589 habitantes, para una densidad de población de 56 hab/km² (según censo nacional de 2000). Este condado fue fundado en 1848.
Su nombre se debe a John Coffee Hays (1817–1883), era un líder guerrero de Texas y un Mexicano-Estadounidense Oficial de Guerra.

## Demografía
Para el censo de 2000, había 97 589 personas, 33 410 cabezas de familia, y 22 150 familias residiendo en el condado. La densidad de población era de 144 habitantes por milla cuadrada.
La composición racial del condado era:
- 78,92 % blancos
- 3,68 % negros o negros americanos
- 0,69 % nativos americanos
- 0,79 % asiáticos
- 0,07 % isleños
- 13,36 % otras razas
- 2,49 % de dos o más razas.

Había 33 410 cabezas de familia, de las cuales el 34 % tenían menores de 18 años viviendo con ellas, el 53,1 % eran parejas casadas viviendo juntas, el 9 % eran mujeres cabeza de familia monoparental (sin cónyuge) y 33,7 % no eran familias.
El tamaño promedio de una familia era de 3,21 miembros.
En el condado el 24,5 % de la población tenía menos de 18 años, el 20,5 % tenía de 18 a 24 años, el 28,2 % tenía de 25 a 44, el 19,1 % de 45 a 64, y el 7,7 % eran mayores de 65 años. La edad promedio era de 28 años. Por cada 100 mujeres había 101,30 hombres. Por cada 100 mujeres mayores de 18 años había 99,50 hombres.

## Economía
Los ingresos medios de una cabeza de familia del condado eran de $45 006 y el ingreso medio familiar era de $56 287. Los hombres tenían unos ingresos medios de $35 209 frente a $27 334 de las mujeres. El ingreso per cápita del condado era de $19 931. El 6,40 % de las familias y el 14,30 % de la población estaban debajo de la línea de pobreza. Del total de gente en esta situación, 10,30 % tenían menos de 18 y el 9,70 % tenían 65 años o más.